# Длинноклювая славка
Длинноклювая славка (лат. Ramphocaenus melanurus) — вид птиц из семейства комароловковых. Вид распространён в Центральной и Южной Америке от юга Мексики до Амазонии.
Мелкая птица, длиной 12—13 см, весом 8—11 г. Имеет длинный тонкий клюв (до 23 мм) и короткий хвост. Верхняя часть тела серо-коричневая, голова по бокам рыжеватая. Горло белое, брюхо жёлтое. Хвост чёрный с белыми краями.
Птица обитает в подлеске сухого и вторичного леса. Охотится на насекомых и пауков. Чашеобразное гнездо строит среди ветвей кустарников. В кладке два белых яйца. Инкубация длится 17 дней. Родители заботятся о птенцах в течение двух недель после вылупления.